# Eritrea i olympiska sommarspelen 2008
Eritrea deltog i de olympiska sommarspelen 2008 som ägde rum i Peking i Kina. Ingen av landets deltagare erövrade någon medalj.

## Friidrott
- Huvudartikel: Friidrott vid olympiska sommarspelen 2008

Förkortningar
- Notera – Placeringar gäller endast den tävlandes eget heat
- Q = Kvalificerade sig till nästa omgång via placering
- q = Kvalificerade sig på tid eller, i fältgrenarna, på placering utan att ha nått kvalgränsen
- NR = Nationellt rekord
- N/A = Omgången inte möjlig i grenen
- Bye = Idrottaren behövde inte delta i omgången

Herrar
Bana och väg
| Idrottare            | Gren     | Heat     | Heat      | Semifinal        | Semifinal        | Final            | Final            |
| Idrottare            | Gren     | Resultat | Placering | Resultat         | Placering        | Resultat         | Placering        |
| -------------------- | -------- | -------- | --------- | ---------------- | ---------------- | ---------------- | ---------------- |
| Ali Abdalla          | 5 000 m  | 13:49.68 | 5         | Gick inte vidare | Gick inte vidare | Gick inte vidare | Gick inte vidare |
| Yared Asmerom        | Maraton  | i.u.     | i.u.      | i.u.             | i.u.             | 2:11:11          | 8                |
| Yonas Kifle          | Maraton  | i.u.     | i.u.      | i.u.             | i.u.             | 2:20:23          | 36               |
| Teklemariam Medhin   | 10 000 m | i.u.     | i.u.      | i.u.             | i.u.             | 28:54.33         | 32               |
| Tesfayohannes Mesfen | Maraton  | i.u.     | i.u.      | i.u.             | i.u.             | DNF              | DNF              |
| Kidane Tadesse       | 5 000 m  | 13:37.72 | 4 Q       | i.u.             | i.u.             | 13:28.40         | 10               |
| Kidane Tadesse       | 10 000 m | i.u.     | i.u.      | i.u.             | i.u.             | 27:36.11         | 11               |
| Zersenay Tadesse     | 10 000 m | i.u.     | i.u.      | i.u.             | i.u.             | 27:05.11         | 5                |
| Hais Welday          | 1 500 m  | 3:45.06  | 9         | Gick inte vidare | Gick inte vidare | Gick inte vidare | Gick inte vidare |

Damer
Bana och väg
| Idrottare          | Gren    | Heat        | Heat      | Final            | Final            |
| Idrottare          | Gren    | Resultat    | Placering | Resultat         | Placering        |
| ------------------ | ------- | ----------- | --------- | ---------------- | ---------------- |
| Simret Sultan      | 5 000 m | 15:16.25 NR | 8         | Gick inte vidare | Gick inte vidare |
| Nebiat Habtemariam | Maraton | i.u.        | i.u.      | 2:37:03          | 47               |